# Philippshoffnung
Die Grube Philippshoffnung in Siegen war ein Eisen- und Kobalterzbergwerk. Sie galt als bedeutendste Kobaltgrube im Bergrevier Siegen II und lag im Siegtal im Bereich „Eintracht“ in der Nähe des Rosterberges.
Auf mehreren Gangmitteln baute die Grube. Diese waren in zwei Gruppen aufgeteilt. Die westliche Gruppe beinhaltete die Mittel Philippshoffnung, Elias und Adelheid. Diese waren 0,1–1,5 m mächtig. Die östliche Gruppe bestand aus den Buscher Gangmitteln, die 280–300 m lang und 0,3–2,5 m mächtig waren. Die Mittel der Grube führten Eisenerz, Kobalt und auch geringe Goldanteile sowie Kupfer. Abgebaut wurde außerdem auch Dachschiefer.
1740 wurde die Grube erstmals erwähnt. 1829 wurde der 38 m lange Christinenglücker Erbstollen angehauen. Am 10. Juli 1841 wurde das Grubenfeld Philippshoffnung aus den im Besitz der gleichen Gewerkschaft konsolidierten Einzelfeldern Friedenshoffnung, Silvester, Hinterster Busch und Quertrumm vereinigt. 1845 arbeiteten über 20 Bergleute in der Grube. Zwischen 1835 und 1854 wurden insgesamt 11.717 t Kobalterze gefördert. Bald darauf wurde die Grube stillgelegt, da die Zubussen beträchtlich waren. 1928 wurde sie wieder aufgefahren. Ein Jahr später wurde ein Schacht abgeteuft. 1940 wurde die Grube endgültig stillgelegt.

## Fördermengen
| Jahr | Eisenstein | Pocherze   | Kobalt-Schliche (alle Sorten) | Kobaltscheiderze | Kupfererze   | Stockmehl |
| ---- | ---------- | ---------- | ----------------------------- | ---------------- | ------------ | --------- |
| 1834 |            | 3.277 Ztr  |                               |                  |              |           |
| 1835 |            | 3.319 Ztr  | 50 Ztr 72 M                   |                  |              |           |
| 1836 |            | 2.800 Ztr  | 11 Ztr 98 M                   |                  |              |           |
| 1837 |            | 3.983 Ztr  | 25 Ztr 80 M                   |                  |              |           |
| 1838 |            | 3.871 Ztr  | 44 Ztr 90 M                   | 10 Ztr 159 M     |              |           |
| 1839 |            |            | ~80 Ztr                       | ~18 Ztr          |              |           |
| 1841 |            |            | ~280 Ztr                      | ~18 Ztr          |              |           |
| 1842 |            | 1.246 Ztr  | 237 Ztr 120 D                 | 14 Ztr 130 D     | 104 Ztr 55 D | 25 Ztr    |
| 1843 |            | 14.864 Ztr | 162 Ztr 111 D                 | 56 Ztr           |              |           |
| 1844 |            | 26.915 Ztr | 244 Ztr 187 D                 | 115 Ztr 90 D     |              |           |
| 1845 | 115 t      |            | 223 Ztr 8 Pf                  |                  |              |           |
| 1846 | 205 t      |            | 108 Ztr 61 Pf                 | 76 Ztr           |              |           |
| 1847 | 125 t      |            | 18 Ztr 9 Pf                   | 14 Ztr 9 Pf      |              |           |
| 1848 | 150 t      |            | 44 Ztr                        | 60 Ztr 55 Pf     |              |           |
| 1849 |            |            | 78 Ztr 37 Pf                  |                  |              |           |
| 1850 | 110 t      |            | 60 Ztr 100 Pf                 |                  |              |           |
| 1851 |            |            | 32 Ztr 106 Pf                 |                  |              |           |